# Evangelische Kirche (Niederlistingen)

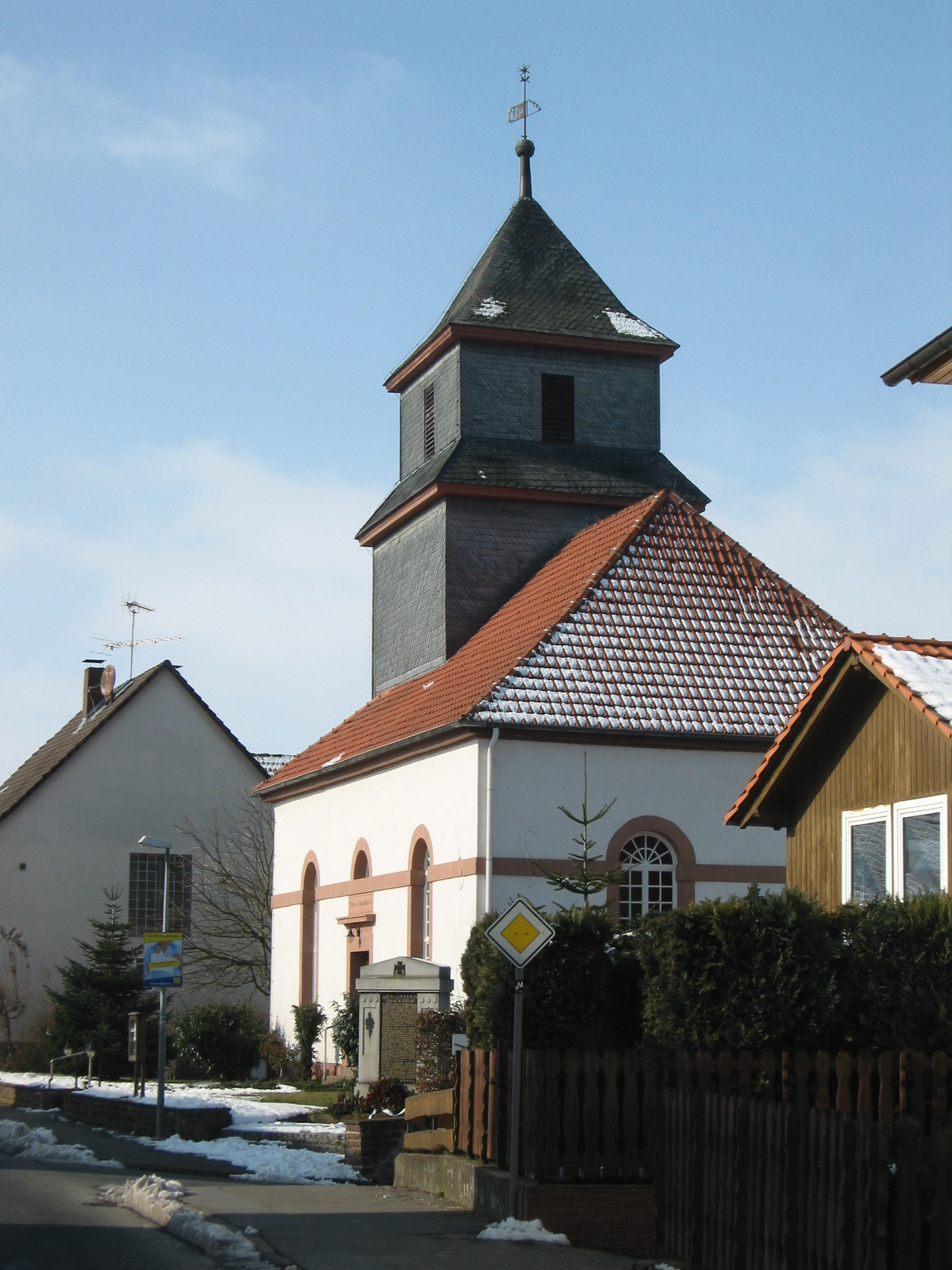
Evangelische Kirche in Niederlistingen

Die evangelische Kirche Niederlistingen ist ein denkmalgeschütztes Kirchengebäude im Ortsteil Niederlistingen der Gemeinde Breuna im Landkreis Kassel in Hessen. Die Kirchengemeinde gehört zum Kirchspiel Wettesingen im Kirchenkreis Hofgeismar-Wolfhagen im Sprengel Kassel der Evangelischen Kirche von Kurhessen-Waldeck.

## Beschreibung
Die klassizistische Saalkirche aus drei Jochen wurde 1821 erbaut, wie der Bauinschrift über dem Portal auf der Südseite des Kirchenschiffs zu entnehmen ist. Aus dem Walmdach erhebt sich im Westen ein quadratischer schiefergedeckter Dachturm, der sich in einem Aufsatz verjüngt, hinter dessen Klangarkaden sich der Glockenstuhl befindet. Darauf sitzt ein Pyramidendach. Die Laibungen der Bogenfenster sind durch ein Putzband verbunden. Der Innenraum hat an drei Seiten Emporen. Die Kirchenausstattung stammt aus der Bauzeit. Die Kanzel steht hinter dem Altar. Die Orgel wurde von Balthasar Conrad Euler gebaut.